# Reinhold Greisbach
Reinhold Greisbach (* 31. August 1955) ist ein deutscher Phonetiker.
Nach einem Studium der Mathematik mit Diplom 1982 legte er eine Promotion 1986 in Phonetik mit dem Thema Grundlagen der Automatisierbarkeit phonetischer Transkription: Eine theoretische und praktische Untersuchung vor. 1996 erlangte er die Venia Legendi mit der Habilitationsschrift Experimentelle Testmethodik in Phonetik und Phonologie: Untersuchungen zu segmentalen Grenzphänomenen im Deutschen.
Er ist Autor von zahlreichen Veröffentlichungen zu phonetischen und phonologischen Themen und übt Lehrtätigkeiten und Vertretungsprofessuren u. a. an den Universitäten Köln, Osnabrück und zuletzt Frankfurt am Main aus. Während der Tätigkeit am Institut für Phonetik in Frankfurt am Main baute er die onlinebasierten Datenbanken Sprechkarte und Die Stimmen Frankfurts auf. Greisbach lebt in Dormagen.

## Publikationen
- mit Michaela Benölken: Phonetische Aspekte des lauten Lesens von leserechtschreibschwachen Schülern. In: Elisabeth Feldbusch, Reiner Pogarell, Cornelia Weiss (Hrsg.): Neue Fragen der Linguistik. Akten des 25. Linguistischen Kolloquiums, Paderborn 1990 (= Linguistische Arbeiten. Bd. 271). Band 2: Innovation und Anwendung. Niemeyer, Tübingen 1991, ISBN 3-484-30271-2, S. 253–259.
- Reading aloud at maximal speed. In: Speech Communication. Bd. 11, Nr. 4/5, Oktober 1992, ISSN 0167-6393, S. 469–473, doi:10.1016/0167-6393(92)90053-A.
- Georg Heike, Reinhold Greisbach, S. Hilger, Bernd J. Kröger: Speech synthesis by acoustic control. In: Proceedings of Eurospeech 1989. Paris 1989, S. 2020–2022.
- Georg Heike, Reinhold Greisbach, Bernd J. Kröger: Coarticulation rules in an articulatory model. In: Journal of Phonetics. Nr. 19, 1991, S. 465–471.
- mit Michaela Greisbach: Die Phonem-Graphem-Beziehung als Rechtschreibproblem. In: Susanne Beckmann, Sabine Frilling (Hrsg.): Satz – Text – Diskurs. Akten des 27. Linguistischen Kolloquiums, Münster 1992 (= Linguistische Arbeiten. Bd. 312). Band 1. Niemeyer, Tübingen 1994, ISBN 3-484-30312-3, S. 303–316.
- Zeitliche Stabilität von Bezeichnungen. In: Per Bærentzen (Hrsg.): Aspekte der Sprachbeschreibung. Akten des 29. Linguistischen Kolloquiums, Aarhus 1994 (= Linguistische Arbeiten. Bd. 342). Niemeyer, Tübingen 1995, ISBN 3-484-30342-5, S. 71–76.
- Estimation of Speaker Height from Formant Frequencies. In: Forensic Linguistics. Bd. 6, Nr. 2, 1999, ISSN 1350-1771, S. 265–277.
- Zu den akustischen Merkmalen der Plosive von Mundart und Umgangssprache in Köln. In: Bernd J. Kröger, Christine Riek, Georg Sachse (Hrsg.): Festschrift Georg Heike (= Forum Phoneticum. Bd. 66). Wissenschaftliche Buchhandlung T. Hector, Frankfurt am Main 1998, ISBN 3-930110-14-8, S. 293–310.

| Personendaten    | Personendaten        |
| ---------------- | -------------------- |
| NAME             | Greisbach, Reinhold  |
| KURZBESCHREIBUNG | deutscher Phonetiker |
| GEBURTSDATUM     | 31. August 1955      |